# Joaquín Guillén
Joaquín Guillén (Alajuela, 12 de janeiro de 1968) é um ex-futebolista costarriquenho que atuava como meia.

## Carreira
Joaquín Guillén integrou a Seleção Costa-Riquenha de Futebol na Copa América de 1997.